# Karl I, Landgraf de Hesse-Kassel
Karl de Hesse-Kassel (germană Karl von Hessen-Kassel; 3 august 1654 — 23 martie 1730), din Casa de Hesse, a fost Landgraf de Hesse-Kassel din 1670 până în 1730.

## Biografie
Karl a fost al doilea fiu al lui Wilhelm al VI-lea, Landgraf de Hesse-Kassel și a soției acestuia, Hedwig Sophia de Brandenburg (1623-1683). Până în 1675 mama lui a domnit ca regentă în timpul minoratului său, înainte ca el să preia puterea pentru următorii 55 de ani. Fratele său mai mare, Wilhelm al VII-lea, a murit în 1670 la scurt timp după ce a devenit adult, chiar înainte să aibă șansa să preia puterea.
Sub domnia lui Karl, consecințele Războiului de Treizeci de ani într-un ținut agricol ca Hesse-Kassel au fost depășite mult mai repede decât au fost în regiunile mai industrializate ale Imperiului German. El a recreat o armată mare și a pus-o în slujba altor țări în Războiul Spaniol de Succesiune.
În 1685 Karl a dat fratelui său mai mic Philipp o mică parte din teritoriu, așa numita Hesse–Philippsthal, numită după Philippsthal.
Landraful Karl a continuat dezvoltarea Parcului Wilhelmshöhe în Habichtswald, acum o rezervație naturală la vest de Kassel. În special construirea monumentului Hercules care a dus și la amenajarea unor cascade de inspirație italiană.
Cu participarea Landgrafului, care a fost interesat de istorie, primele săpături arheologice au început în 1709 pe Mader Heide.

### Familie
Karl s-a căsătorit cu verișoara sa primară, Maria Amalia de Courland (1653-1711), fiica lui Jacob Kettler, Duce de Courland, cu care a avut 17 copii, dintre care 14 au trăit suficient cât să aibă un nume:
- Wilhelm (29 martie 1674 – 25 iulie 1676)
- Karl (24 februarie 1675 – 7 decembrie 1677)
- Friedrich (28 aprilie 1676 – 5 aprilie 1751 ), care și-a succedat tatăl ca Frederick, Landgraf de Hesse-Kassel, și în 1720 a devenit rege al Suediei. S-a căsătorit prima dată în 1700 cu Prințesa Louisa Dorothea de Brandenburg (1680–1705) și a doua oară în 1715 cu Ulrika Eleonora, regină a Suediei (1688–1741)
- Christian (2 iulie 1677 – 18 septembrie 1677)
- Sophie Charlotte (16 iulie 1678 – 30 mai 1749); s-a căsătorit în 1704 cu Frederick Wilhelm, Duce de Mecklenburg-Schwerin (1675–1713)
- Fiu (12 iunie 1679)
- Karl (12 iunie 1680 – 13 noiembrie 1702)
- Wilhelm (10 martie 1682 – 1 februarie 1760), care și-a succedat fratele mai mare Frederick sub numele de Wilhelm al VIII-lea, Landgraf de Hesse-Kassel. S-a căsătorit în 1717 cu Dorothea Wilhelmina de Saxa-Zeitz (1691–1743)
- Leopold (30 decembrie 1684 – 10 septembrie 1704)
- Louis (5 septembrie 1686 – 23 mai 1706)
- Marie Louise (7 februarie 1688 – 9 aprilie 1765); s-a căsătorit în 1709 cu Johann Willem Friso, Prinț de Orania (1687–1711)
- Maximilian (28 mai 1689 – 8 mai 1753); s-a căsătorit în 1720 cu Friederike de Hesse-Darmstadt (1698–1777)
- Fiică (5 iulie 1690 )
- Georg Karl (8 ianuarie 1691 – 5 martie 1755)
- Eleonore Antoine (11 ianuarie 1694 – 17 decembrie 1694)
- Wilhelmine Charlotte (8 iulie 1695 – 27 noiembrie 1722)
- Fiu (1696)

### Alte relații
După decesul soției sale în 1713, Karl a avut o relație cu Jeanne Marguerite de Frere, marchiză de Langallerie, cu care a avut un fiu, Karl Frederic Philippe de Gentil, marchiz de Langallerie, și care a murit de tânăr. Karl a asigurat securitatea financiară a copiilor pe care i-a avut cu metresele sale.
După marchiza de Langallerie, următoarea relație a fost Barbara Christine von Bernhold (1690–1756), care a avut o relație bună cu fiii lui și, după decesul lui Karl în 1730 i s-a permis să rămână la Curte. Ea a devenit în 1730 cea care a condus Curtea lui Wilhelm și pentru că soția acestuia, Dorothea Wilhelmine de Saxa-Zeitz, a fost închisă din cauza unei boli mentale, ea a condus ceremoniile de la Curte ca prima doamnă. De asemenea, a exercitat o mare influență politică asupra lui Wilhelm, el numind-o consilierului lui politic. A locuit la Palatul Bellevue.
1. ↑  RKDartists, accesat în 13 august 2018
2. ↑  IdRef, accesat în 1 mai 2020
3. ↑  Czech National Authority Database, accesat în 1 martie 2022